# Petra Wohlfahrtstätter

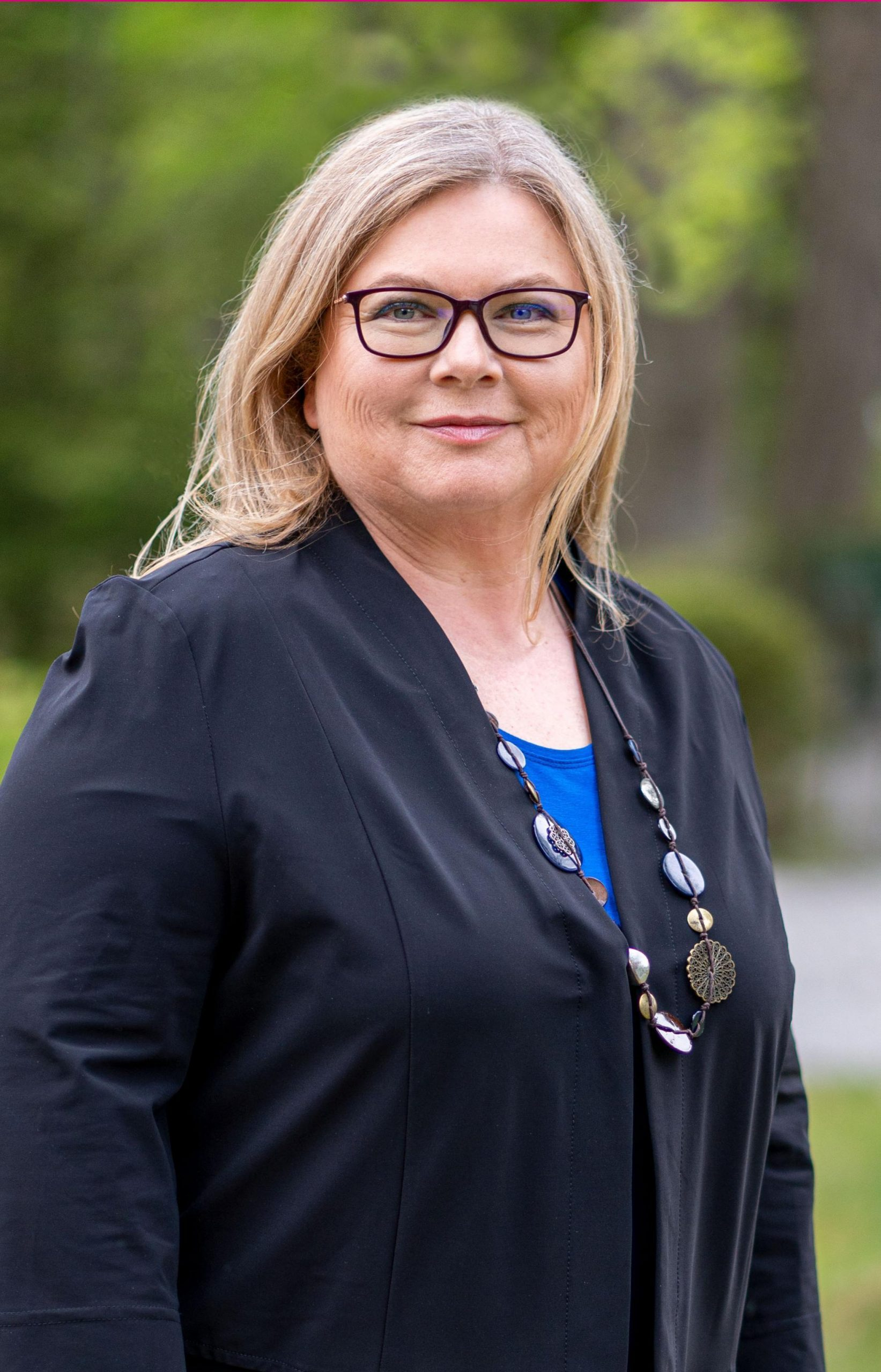
Petra Wohlfahrtstätter 2022

Petra Wohlfahrtstätter (* 5. September 1969 in Innsbruck) ist eine österreichische Politikerin (Die Grünen Tirol), war von 2016 bis 2022 Gemeinderätin in Trins, ist Mitglied des MTD-Beirats (medizinisch-technische Dienste) des österreichischen Gesundheitsministeriums und war gemeinsam mit Gebi Mair Spitzenkandidatin der Tiroler Grünen bei den Landtagswahlen in Tirol 2022. Seit dem 25. Oktober 2022 ist sie Abgeordnete zum Tiroler Landtag.

## Leben
Petra Wohlfahrtstätter wurde am 5. September 1969 in Innsbruck als Tochter einer finnischen Krankenschwester und eines Tiroler Eisenbahners geboren. Sie wuchs mit zwei jüngeren Brüdern in Schwaz auf. Wohlfahrtstätter ist Absolventin des Ursulinengymnasiums Innsbruck sowie eine am Landeskrankenhaus Innsbruck ausgebildete Diätologin (vormals Dipl. Diätassistentin). Darüber hinaus hat sie von 2004 bis 2011 berufsbegleitend das Studium der Psychologie an der Universität Innsbruck abgeschlossen und ist seither an verschiedenen Bildungseinrichtungen als Lektorin tätig. Wohlfahrtstätter hat eine erwachsene Tochter und lebt aktuell mit ihrem Lebenspartner in Trins.

## Politik
Von 2016 bis 2022 war sie Gemeinderätin in Trins. Gemeinsam mit Gebi Mair, Klubobmann der Grünen im Tiroler Landtag, gewann sie im Juni 2022 das Rennen um die Parteispitze der Tiroler Grünen. Sie war daher eine der beiden Spitzenkandidatinnen für die Landtagswahl in Tirol 2022. Am 25. Oktober 2022 wurde sie in der konstituierenden Sitzung der XVIII. Gesetzgebungsperiode im Tiroler Landtag als Abgeordnete angelobt.